# Покровский монастырь (Верхотурье)
Покровский монастырь — православный женский монастырь в городе Верхотурье Свердловской области.

## История
- Основан в 1621 году первым епископом Сибирским Киприаном — первый[источник не указан 4935 дней] женский монастырь за Уралом. Поначалу был построен деревянным, а затем из-за частых пожаров постепенно в XVIII веке отстроен в камне.
- Иждивением Максима Походяшина построены церкви Покрова Богородицы (1744—1753 гг.) и Рождества Иоанна Предтечи (1768 г.).
- Упразднен в 1782 г.
- Возобновлён в 1896 г. В связи с тем, что храмы ранее принадлежавшие обители к тому времени были приходскими, в 1898—1902 гг. построена Ново-Покровская церковь.
- В июле 1914 г. во время паломнической поездки в монастыре останавливалась великая княгиня Елизавета Фёдоровна.
- Закрыт в 1926 г.
- Возвращён Русской православной церкви в 1991 г.
- Весной 2012 г. завершён проект реставрации церкви Рождества Иоанна Предтечи[1]

В монастыре находятся мощи сибирского юродивого Космы Верхотурского. В 2006 году для них были изготовлены новая рака и сень над ней.

### Покровская церковь. Старая
- Вид на монастырь из-за Туры